# Scaphidysderina lubanako
Espèce
Scaphidysderina lubanako est une espèce d'araignées aranéomorphes de la famille des Oonopidae.

## Distribution
Cette espèce est endémique de la province de Cotopaxi en Équateur,. Elle se rencontre dans la réserve biologique d'Otonga entre 1 209 et 1 997 m d'altitude.

## Description
Le mâle holotype mesure 2,3 mm et la femelle paratype 2,9 mm.

## Publication originale
- Dupérré & Tapia, 2017 : The goblin spiders (Araneae, Oonopidae) of the Otonga Nature Reserve in Ecuador, with the description of seven new species. Evolutionary Systematics, vol. 1, p. 97-109.